# Володар таємниць
«Володар таємниць» (кит.: 诡秘之主, піньїнь Guǐmì zhī zhǔ, англ. «Lord of Mysteries», раніше «Lord of the Mysteries») — китайська веб-новела в жанрах фентезі, лавкрафтівські жахи та стімпанк, написана Cuttlefish That Loves Diving.

## Публікація
1 квітня побачив світ перший розділ під назвою «Багряне світло». Останній розділ заключного, 8-го, тому вийшов 1-го травня 2020. Разом з короткими побічними історіями твір налічує 1432 розділи.
Роман офіційно перекладено трьома мовами: англійською, корейською та тайською, проте в мережі перебувають неліцензійні переклади від фанатів, зокрема, російською чи української (перебуває в процесі перекладу).
У квітні 2021, разом з офіційними перекладом серії, офіційною назвою стала «Lord of Mysteries», на заміну неофіційному перекладу назви книги.
До придбання доступні видання китайською та тайською мовами а також особливі видання для Тайваню (й російською на його основі) та Гонконгу. У грудні 2024 було анонсовано видання 1-го тому англійською, заплановане на 22 липня 2025.

## Сюжет
Загальним епіграфом твору є фраза "Людину можна знищити, але перемогти неможливо" з повісті Ернеста Гемінґвея «Старий і море»
Головний герой твору — корпоративний раб й інтернет-троль, «знаючий про все потрохи» Чжоу Мінжуй. Одного дня, після виконання ритуалу для покращення удачі, він прокидається від сильного головного болю та дізнається, що він трансмігрував в тіло молодого випускника історичного факультету на ім'я Клейн Моретті в інший світ, де панують парові машини. Невдовзі, він дізнається про те, що в світі існують таємничі «потойбічні», а 7 існуючих ортодоксальних церкв створені не просто так. Завдяки отриманим знанням та загадковому Замку понад Сірим туманом, куди він може потрапляти після скороченного ритуалу з початку книги, герой, разом з двома іншими випадково викликаними туди ж ним самим людьми з різних куточків планети, яким він здався забутим таємним божеством з минулих епох, створює таємну організацію, названою Клубом Таро. Задля збереження свого образу як могутньої древньої істоти та секретності своєї особистості протагоніст називає себе паном Дурнем, тоді як незнайомці вибирають імена пані Справедливість і пан Повішений. З часом організація росте й нарощує вплив і кількість членів, зокрема юним хлопцем з далекого невідомого континенту, отримавшим картку Сонця, або вченицею раніше дуже могутньої та впливової родини Авраам, що отримала картку Мага. Разом з ними, або ж незалежно від них, Клейнпотроху дізнається історію, секрети та небезпеки цього світу, а також причини своєї трансміграції.
| № | Розділи   | Назва                              | Епіграф                                     |
| - | --------- | ---------------------------------- | ------------------------------------------- |
| 1 | 1-213     | Клоун                              | Всі помруть, включаючи мене.                |
| 2 | 214-482   | Безликий                           | Це був найкращий час, це був найгірший час… |
| 3 | 483-732   | Мандрівник                         | Кожна подорож має своє завершення.          |
| 4 | 733-946   | Невмирущий                         | Дарування або прокляття.                    |
| 5 | 947-1150  | Червоний жрець                     | Кожна потопаюча людина буде боротися.       |
| 6 | 1151-1266 | Шукач світла                       | Світло було сенсом всього.                  |
| 7 | 1267-1353 | Повішений                          | Кожна істота має божественність.            |
| 8 | 1354-1394 | Дурень                             | Завжди є речі, які важливіші за інші.       |
| - | 1395-1402 | Повсякденне життя звичайної людини | -                                           |
| - | 1403-1430 | У наш час                          | -                                           |
| - | 1431-1432 | Цей куток                          | -                                           |

## Друга частина
В «Володаря таємниць» також присутній сіквел під назвою «Цикл неминучості» (кит.: 宿命之环, англ. Circle of Inevitability, альт. «Коло невідворотності»), що виходив з 4 березня 2023 по 11 січня 2025.
| № | Розділи   | Назва        | Епіграф |
| - | --------- | ------------ | --- |
| 1 | 1-109     | Кошмар       | За те, що дарує доля, завжди стягується плата.                                                                |
| 2 | 110-263   | Шукач світла | Бо ти порох, і до пороху повернешся.                                                                          |
| 3 | 264-494   | Змовник      | Кожний — мисливець і кожний — здобич.                                                                         |
| 4 | 495-735   | Грішник      | О милосердний Господь, я благаю про Твоє прощення за гріхи, які я вчинив.                                     |
| 5 | 736-884   | Демонесса    | Чи зможеш ти прийняти таку розв'язку?                                                                         |
| 6 | 885-1034  | Ткач снів    | Сон — це реальність, відчай — це надія.                                                                       |
| 7 | 1035-1115 | Другий закон | Все, що може піти не так, піде не так.                                                                        |
| 8 | 1116-1179 | Вічний Еон   | Те, що було колись, воно знову буде, і що вже траплялось, те й повториться, — немає під сонцем нічого нового. |

## Нагороди та визнання

### «Володар таємниць»
З моменту виходу «Володар таємниць» отримав широке визнання серед критиків. У 2020 році цей роман отримав честь стати одною зі 100 перших китайських веб-новел, які увійшли до колекції «Категорія веб-новел» Національної бібліотеки Китаю.
16 вересня 2021 Асоціація письменників Китаю включила «Володаря таємниць» до «Списку впливової китайської інтернет-літератури: Список закордонного впливу».
5 вересня 2022 він виграв нагороду Best Special у Десятці найкращих у Щорічній Національній Вибірці від IP у категорії «Креативне фентезі» як фентезійний веб-роман рівня феномену, який приведе нову тенденцію створення «феноменальних» веб-романів.
У 2022 ця веб-новела разом з багатьма іншими була включена до Британьскої бібліотеки.
11 липня 2023 «Володар таємниць» був обраний для другої «Літературної премії Тяньма», профінансованої Асоціацією письменників Шанхаю та Відділом Реклами комітету району Хункоу КПК Шанхая, під керівництвом Центру Інтернет-літератури Асоціації письменників Китаю та за підтримки Шанхайського бюро преси та публікацій.

### «Цикл неминучості»
5 лютого 2024 року «Цикл неминучості» було удостоєно нагороди The Outstanding Impact Novels на Yuewen Global IP Awards. Це був другий найбільш читаний переклад китайських веб-романів за кордоном на платформі для читання Yuewen у 2023 році.

## Дунхуаадаптація
8 серпня 2023 було оголошено про створення анімаційної адаптації роману відомою китайською студією B.CMAY PICTURES, що створила такі проєкти як The King's Avatar та A Will Eternal. Був показаний перший трейлер. 11 серпня 2024 був проведений приватний показ першої серії серіалу а також вийшов другий трейлер. Датою початку публікації серіалу названо 28 червня 2025.